# Duplicity – Gemeinsame Geheimsache
Duplicity – Gemeinsame Geheimsache ist eine US-amerikanische Agentenkomödie von Tony Gilroy mit Julia Roberts und Clive Owen aus dem Jahr 2009.

## Handlung
4. Juli 2003: Der MI6-Spion Ray Koval trifft am amerikanischen Unabhängigkeitstag in der US-Botschaft in Dubai auf die CIA-Agentin Claire Stenwick. Er verführt sie, und Claire betäubt ihn, damit sie ägyptische Raketencodes von ihm stehlen kann.
Fünf Jahre später trifft er sie zufällig in New York wieder. Claire wurde verdeckt von equikrom angeheuert, um als Spionin bei Burkett & Randle (B&R), dem direkten Konkurrenten, in der Abteilung für Unternehmenssicherheit zu arbeiten. Als der Chef von B&R, Howard Tully, seiner Sicherheitsabteilung ein neues Produkt ankündigt, damit diese es geheim hält, erfährt sein Konkurrent Richard Garsik neun Tage vor seiner Aktionärsversammlung über eine weggeworfene Kopie davon. Er setzt daraufhin alles daran, herauszufinden, worum es sich handelt. Seine Sicherheitsabteilung kann mittels Ray Zugang zum „ungesicherten“ Reiseservice von B&R bekommen und kann so Reisedaten der letzten sechs Jahre kopieren. Außerdem zapfen sie unauffällig Kopierer von B&R an.
Im Laufe der weiteren Nachforschungen stößt das Spionageteam von equikrom auf ein kleines Unternehmen in Dunwoody, Georgia, das im Bereich der Biotechnologie tätig sein soll und von B&R aufgekauft wurde. Der Gründer, Dr. Ronny Partiz, lebt inzwischen auf den Bahamas in einer Penthousesuite eines Nobelhotels. Ray und ein weiterer Kollege versuchen, Ronnys Zimmer auszuspionieren, werden jedoch von Claire durch vorgetäuschtes Falschspiel aufgehalten. B&R holt Partiz zurück nach New York. Tully weiht Claire in die Art des Produkts ein – es handelt sich um ein Haarwuchsmittel.
Garsik setzt alles daran, die Formel für das Mittel an sich zu bringen. Als ein Kollege von Claire bei B&R versucht, die Formel zu stehlen, ergibt sich eine günstige Gelegenheit und Claire kopiert die Formel auf einem verwanzten Kopierer. Dabei beschaffen sich Claire und Ray unbemerkt ebenfalls eine Kopie der Formel.
Claire und Ray reisen nach Zürich, um sich dort in einem Hotel mit Käufern der Formel zu treffen. Gleichzeitig zum Verkauf der Formel hält Garsik seine Aktionärsversammlung ab und kündigt an, dass sein Unternehmen ein Mittel gegen Haarausfall entwickelt habe. Am Verkaufstisch in der Schweiz erfahren Ray und Claire, dass es sich bei der Formel um eine normale Lotion handelt. Nach dem geplatzten Verkauf der Formel sitzen Ray und Claire in der Lobby des Hotels, als sie eine Flasche Champagner mit einer Grußkarte von Howard Tully bekommen. Es stellt sich heraus, dass die Chefin der Sicherheitsabteilung von equikrom Pam Frailes eine Spionin von B&R ist und somit Tully und seine Spionageabwehr-Abteilung sowohl den Konkurrenten Garsik als auch Claire und Ray getäuscht haben.

## Kritik
„Der Unterhaltungswert des Films ist ganz ordentlich. Häufige Kinogänger werden die Story allerdings bald durchschauen – und dann wird es ein wenig fad.“

## Auszeichnungen
Julia Roberts wurde für ihre Rolle als Claire Stenwick für den Golden Globe nominiert.
Die Deutsche Film- und Medienbewertung FBW in Wiesbaden verlieh dem Film das Prädikat „besonders wertvoll“.